# Філіп Терч
Філіп Терч (чеськ. Filip Terč; 30 березня 1844, Чехія — 28 жовтня 1917, Марибор, Словенія) — австрійський лікар чеського походження, визнається за «батька сучасної апітерапії» . Він — перший, хто провів клінічні випробування бджолиної отрути (див. Апітоксинотерапія). День його народження 30 березня відзначається як Всесвітній день апітерапії (World Apitherapy Day, з 2006 року — за ініціативи некомерційної організації Bees for Life — World Apitherapy Network Inc.).
Народився в селі Prapořiště в Чехії (що входила тоді до складу Австрійської імперії), жив і працював у Маріборі в Словенії (тоді — в складі Австро-Угорщини). Лікар і бджоляр, він став відомий як ревматолог та апітерапевт. Згідно з архівними записами, прізвище їх сім'ї колись було Tertsch.
Навчався медицині у Відні. У 1875 році влаштувався в Маріборі, де через три роки очолив відділення організації бджолярів.
Терч страждав від ревматизму, і хоча сам був лікарем, допомогти собі не міг. Відчувши поліпшення свого самопочуття після випадкових бджоловжалень, він уважно поставився до повідомлення російського професора Лукомського про їх лікувальну користь.
Більше, ніж через десять років він вдався до них у своїй практиці для лікування важкого захворювання в однієї з пацієнток з невралгією і глухотою, яка до того вважалася безнадійною, однак бджоловжалення привели до її одужання.
Протягом наступних десяти років Терч продовжив спостереження і експерименти з бджоловжаленням, і в 1889 році представив свої результати в Віденському університеті. Однак аудиторією вони були сприйняті так вороже, що Терч навіть був змушений рятуватися втечею, побоюючись укладення в психіатричну лікарню. Роком раніше, в 1888 році, він також представив свої результати в медичному журналі «Wiener medizinische Presse». У своєму «Report About a Peculiar Connection Between the Bee Stings and Rheumatism» він повідомляв, що протягом чверті століття лікував близько 500 хворих на ревматизм — без ускладнень і з тривалим позитивним ефектом для більшості.
На медичної конференції 11 лютого 1904 року Терч запропонував визнати Апітоксинотерапію в медицині.
У 1910 році він видав книгу по апітерапії.
Могила його знаходиться в Маріборі, Словенія.
Син його, Рудольф, став відомим офтальмологом і також застосовував бджоловжалення, також і внук.